# Галодоро
Галодоро (итал. Gallodoro) је насеље у Италији у округу Месина, региону Сицилија.
Према процени из 2011. у насељу је живело 378 становника. Насеље се налази на надморској висини од 381 м.

## Становништво
| 1936. | 1951. | 1961. | 1971. | 1981. | 1991. | 2001. | 2011. |
| ----- | ----- | ----- | ----- | ----- | ----- | ----- | ----- |
| 766   | 696   | 636   | 597   | 486   | 474   | 409   | 381   |